# Clube Atlético Votuporanguense
O Clube Atlético Votuporanguense, conhecido como Votuporanguense ou CAV, é um clube brasileiro de futebol da cidade de Votuporanga, no estado de São Paulo. Foi fundado em 11 de dezembro de 2009, suas cores são preto e branco e seu mascote é a "Pantera" . Em 2024, o Votuporanguense conseguiu o acesso para disputar a Série A2 do Campeonato Paulista em 2025. 

## História
A cidade de Votuporanga, anteriormente, teve como principal clube a Associação Atlética Votuporanguense, fundada em 23 de dezembro de 1956 e extinta em 1993 em razão de pouco investimento financeiro. 
Posteriormente, houve também a fundação da Sociedade Esportiva Votuporanguense, em 10 de maio de 2001. No entanto, os dirigentes do clube optaram por deixar a cidade e mudar a sede para Hortolândia, modificando seu nome para SEV Hortolândia. 
O atual clube foi fundado em 11 de dezembro de 2009 com o nome de Associação Atleticana Votuporanguense, que logo passou a se chamar Clube Atlético Votuporanguense tornando-se profissional em 2010, quando disputou a Série B do Campeonato Paulista de Futebol pela primeira vez . Na primeira fase deste campeonato o clube se classificou em segundo lugar do grupo 1 com 28 pontos atrás da Santacruzense, sendo eliminado na segunda fase terminando em 4° colocado do grupo 12.
Em 2011, Votuporanguense quase conseguiu acesso para a Série A3, precisando de apenas uma vitória sobre o Guaçuano fora de casa, mas perdeu de 2 a 0.
Disputando o grupo 1 chega a segunda fase em segundo colocado com 20 pontos. na segunda fase consegue ficar em segundo lugar com 10 pontos do grupo 12 chegando assim na terceira fase, também se classificando para a quarta fase com 10 pontos, onde quase conseguiu o acesso mas foi eliminado.
Em 30 de setembro de 2012, o Votuporanguense consegue seu acesso para a Terceira Divisão do Campeonato Paulista, vencendo seu maior rival, Fernandópolis, por 1 a 0, chegando também a final do campeonato, onde se sagrou campeão contra o São Vicente.
Em 24 de maio de 2015 o Votuporanguense ganhou do Taubaté a primeira partida da final por 3x0 no estádio Plínio Marin  e praticamente havia se tornado campeão, mas no dia 31 de maio de 2015 ele perdeu por 4x0 o jogo de volta realizado na cidade de Taubaté, se tornando vice-campeão.
O Clube Atlético Votuporanguense venceu, até então, seu título de maior expressão em 2018, quando bateu a equipe da Associação Ferroviária de Esportes, pela Copa Paulista de Futebol. A Pantera Alvinegra empatou as duas partidas, vencendo nos pênaltis o título, no Estádio Doutor Adhemar de Barros.
Mesmo após o inédito título da Copa Paulista o time não consegue a classificação para a fase final da Série A2, ficando a quatro pontos do XV de Piracicaba, o primeiro time na zona de classificação para as semifinais.
Em 2020 o Votuporanguense é rebaixado na Série A2, mesmo estando com a mesma pontuação que a equipe do Red Bull Brasil (a primeira equipe fora da zona de rebaixamento), caindo devido aos critérios de desempate. Decretando assim sua queda após 4 anos seguidos no segundo escalão do futebol Paulista.

## Estádio
Clube Atlético Votuporanguense joga na moderna Arena Plínio Marin, localizada na Av. Pref. Mário Pozzobon - Primeiro Distrito Industrial, Votuporanga - SP. O estádio tem capacidade máxima de 8.145 pessoas. O recorde de publico da Arena é de 7.768 pessoas no dia 20 de abril de 2024, na partida contra o Desportivo Brasil válida pela semifinal do Campeonato Paulista Série A3.

## Rivalidade
O rival regional do Clube Atlético Votuporanguense é o Fernandópolis Futebol Clube e o Red Bull Brasil . No confronto contra o Fernandópolis que ocorre desde 2010, o CAV leva vantagem na disputa, com 5 vitórias, 2 empates e apenas 1 derrota, já contra o Toro Loko foram dois jogos e dois empates.
No Campeonato Paulista da Segunda Divisão 2012 os times se enfrentaram quatro vezes, sendo duas pela primeira fase do campeonato e duas pela quarta e decisiva fase, com três vitórias do CAV e um empate. Uma dessas derrotas, na última rodada da quarta fase, culminou com a eliminação do Fernandópolis Futebol Clube, que precisava da vitória para garantir o acesso, porém acabou derrotado pelo placar de 1 a 0. Na segunda partida da primeira fase, os dois times protagonizaram uma briga generalizada entre os jogadores, que culminou na expulsão de cinco atletas de cada equipe. Devido a confusão, treze atletas foram suspensos, o que obrigou as agremiações a contratarem novos jogadores para continuar na competição.
Na temporada 2013 o embate não ocorreu pelo Campeonato Paulista, pois as equipes estavam em divisões diferentes. Desde então, não houve mais confrontos entre as duas equipes.
Em 2024, ascendeu uma nova rivalidade para a Pantera de Votuporanga. Isso porquê no duelo válido pela Semifinal da Copa Paulista 2024, no jogo de ida disputado contra a Portuguesa no Canindé, os torcedores da Lusa proferiram cânticos como "caipirada" dentre outras ofensas direcionadas ao CAV, gerando uma tensão entre as torcidas. Em campo, com um clima hostil nas arquibancadas e no gramado, o Votuporanguense levou a melhor, vencendo o jogo da volta em casa pelo placar de 2x0, revertendo a desvantagem de 1 gol sofrida na primeira partida, garantindo assim a vaga para a final do torneio. Após o apito final, houve uma confusão generalizada entre os atletas, devido a toda tensão criada no duelo, sendo necessário a interferência da Polícia Militar para acalmar os ânimos.

### Jogos

#### Campeonato Paulista - Segunda Divisão
- Fernandópolis 2x5 Votuporanguense: 2010
- Votuporanguense 2x3 Fernandópolis: 2010 [14]
- Votuporanguense 1x0 Fernandópolis: 2011
- Fernandópolis 0x0 Votuporanguense: 2011
- Fernandópolis 0x1 Votuporanguense: 2012
- Votuporanguense 2x1 Fernandópolis: 2012
- Fernandópolis 0x0 Votuporanguense: 2012
- Votuporanguense 1x0 Fernandópolis: 2012 Amistoso
- Votuporanguense 4x1 Fernandópolis: 2024

Vitórias do Fernandópolis: 1

Vitórias do Votuporanguense: 6

Empates: 2

### Jogos memoráveis
Votuporanguense 3x0 Taubaté: 2015 - Primeiro jogo da final do Campeonato Paulista A3.
Taubaté 4x0 Votuporanguense: 2015 - Segundo jogo da final do Campeonato Paulista A3.
Ferroviária (3) 1x1 (5) Votuporanguense: 2018 - Segundo jogo da final da Copa Paulista de 2018
Votuporanguense 1x0 Grêmio Prudente: 2024 - Segundo jogo da final do Campeonato Paulista A3

## Títulos
| ESTADUAIS | ESTADUAIS                      | ESTADUAIS | ESTADUAIS   |
|           | Competição                     | Títulos   | Temporadas  |
| --------- | ------------------------------ | --------- | ----------- |
|           | Copa Paulista                  | 1         | 2018        |
|           | Campeonato Paulista - Série A3 | 1         | 2024        |
|           | Campeonato Paulista - Série A4 | 1         | 2012        |
| TOTAL     |                                |           |             |
|           | Competição                     | Títulos   | Temporadas  |
|           | Títulos oficiais               | 3         | 3 Estaduais |

### Campanhas de destaque
| DESTAQUES                      | DESTAQUES           |
| Competição                     | Campanhas           |
| ------------------------------ | ------------------- |
| Copa Paulista                  | Vice-campeão (2024) |
| Campeonato Paulista – Série A3 | Vice-campeão (2015) |

## Estatísticas

### Participações
| Aumento | Promovido à divisão superior  |
| Baixa   | Rebaixado à divisão inferior  |
| Inativo | Licenciamento no ano seguinte |

|  | Participações em 2025 |

| Competição | Competição     | Temporadas | Melhor campanha       | Anos                               | A | R |
| São Paulo  | Série A2       | 6          | 8º colocado (2018)    | 2016-2020 2025-                    | – | 1 |
| São Paulo  | Série A3       | 7          | Campeão (2024)        | 2013-2015 e 2021-2024              | 2 | – |
| São Paulo  | Série A4       | 3          | Campeão (2012)        | 2010-2012                          | 1 | – |
| São Paulo  | Copa Paulista  | 6          | Campeão (2018)        | 2014, 2016, 2018-2019, 2021 e 2024 |   |   |
| Brasil     | Copa do Brasil | 2          | 1ª fase (2019 e 2025) | 2019 e 2025                        |   |   |

### Temporadas
Legenda:
| Campeão Vice-campeão Eliminado nas semifinais | Campeão e promovido à divisão superior Vice-campeão e/ou promovido à divisão superior Rebaixado à divisão inferior | Classificado à fase de grupos da Copa Libertadores Classificado à fase preliminar da Copa Libertadores Classificado à Copa Sul-Americana Campeão do Campeonato do Interior |